# Synlestidae
Famille
Les Synlestidae forment une famille de libellules qui fait partie des zygoptères dans l'ordre des odonates. C'est une petite famille qui comprend près de 40 espèces. Ces demoiselles vivent en Afrique, en Asie, en Australie et en Haiti.

## Habitat
On retrouve les Synlestidae aux environs des rivières, des ruisseaux permanents et temporaires. Les naïades (larves) se cachent dans les détritus et le long des racines des arbres en marge des cours d'eau.

## Liste des genres
Cette famille comprend 9 genres :
- Chlorolestes Selys, 1862
- Chorismagrion Morton, 1914
- Eccholorolestes Barnard, 1937
- Episynlestes Kennedy, 1920
- Megalestes Selys, 1862
- Nubiolestes Fraser, 1945
- Phylolestes Christiansen, 1947
- Sinolestes Needham, 1930
- Synlestes Selys, 1868